# Pierre-Antoine Cousteau
Pierre-Antoine Cousteau (Parigi, 18 marzo 1906 – Parigi, 17 dicembre 1958) è stato un giornalista e scrittore francese.
Collaboratore e redattore del settimanale antisemita Je suis partout dal 1943 dopo Robert Brasillach, fu condannato a morte durante l'epurazione. La sua pena fu infine commutata in lavori forzati a vita, poi, graziato dal presidente Vincent Auriol, fu liberato nel 1953. Era il fratello maggiore dell'oceanografo Jacques-Yves Cousteau.

## Biografia
Inizialmente uomo «all'estrema sinistra dell'estrema sinistra» (secondo quanto dice lui stesso in En ce temps-là), «il più volteriano di tutti noi», secondo Lucien Rebatet, Cousteau fu un pacifista convinto. Si spostò gradualmente verso il fascismo con l'incontro di diversi giornalisti di destra, in particolare Pierre Gaxotte, il suo mentore dell'epoca (Gaxotte poi taglierà ogni legame con i suoi vecchi amici nel 1944, e sarà testimone a carico durante i processi di epurazione). Negli anni 1930 rinnova la tradizione delle bufale (quelle che chiamiamo oggi fake news), promuovendo ad esempio Édouard Herriot, in visita ufficiale in URSS, al grado fantasioso di «colonnello dell'Armata Rossa»: questa invenzione inseguirà l'ex Presidente del Consiglio ancora per molto tempo dopo (una storia che rimanda a quella del film del 1940 Mines de rien).
Nell'aprile 1932, Pierre Gaxotte lo portò a Je suis partout, giornale al quale parteciperà attivamente, in compagnia di Lucien Rebatet e di Robert Brasillach. Nel 1941 pubblicò su Je suis partout diversi articoli antisemiti dedicati agli ebrei degli Stati Uniti: «L'Amérique juive» (L'America ebraica), «Promenade dans le ghetto de New York» (Passeggiata nel ghetto di New York), «L'Amérique juive : Roosevelt ou Rosenfeld ?» (Passeggiata nel ghetto di New York) e «L'Amérique juive : sur le sentier de la guerre» (L'America ebraica: sul sentiero della guerra), paese che conosceva bene per avervi vissuto dal 1920 al 1923, poi nel 1929 e nel 1930
.
Nel 1943 succedette a Robert Brasillach prendendo la direzione del settimanale Je suis partout. Antisemita, fu un ipercollaborazionista fino alla fine della guerra, benché odiato da Otto Abetz, ambasciatore della Germania nazista presso la Francia di Vichy, che chiese ripetutamente a Pierre Laval di farlo arrestare, ma senza successo. Si arruolò prima nella Milizia, poi nel corpo militarizzato di quest'ultima, la Franc-Garde, nel giugno 1944, a caccia di resistenti e partigiani. Al processo affermò di aver seguito i suoi compagni della Milizia per un reportage in Bretagna sull'arresto di tre partigiani.
Era ancora convinto che la Germania nazista rappresentasse all'epoca, «nonostante tutti i suoi crimini, l'ultima possibilità dell'uomo bianco». Durante il processo per collaborazionismo, nel 1946, apparve comunque uno dei pochi imputati disposti a prendersi la responsabilità delle proprie  azioni
,   
tanto da ricevere il sostegno del futuro scrittore Jacques Yonnet, partigiano e membro del Partito comunista francese, che testimoniò a discarico e scrisse: «Era un nemico leale».
Condannato a morte, in attesa dell'esecuzione fu recluso a Fresnes insieme con Rebatet; entrambi furono poi trasferiti a Clairvaux (l'abbazia divenuta prigione fin dal 1804), quando la pena fu commutata in ergastolo ai lavori forzati dopo l'intervento di un certo numero di personalità del mondo letterario che volevano evitare a lui e a Lucien Rebatet la pena di morte (Marcel Aymé, Jean Anouilh, André Gide e Albert Camus, per esempio). Cousteau fu poi graziato dal Presidente Auriol nel 1953 e liberato nello stesso anno.
Una volta libero collaborò al settimanale di estrema destra Rivarol e alla rivista Lectures françaises, e pubblicò  alcune nuove opere, sempre in uno stile distaccato e ironico, in particolare sul periodo in cui era stato braccato in tutta Europa dopo la Liberazione e sul successivo arresto (Les lois de l'hospitalité, La Librairie Française, 1957).

## Opere
Pierre-Antoine Cousteau scrisse circa 4000 articoli. Tra i suoi libri:

### Libri
- L'Amérique juive, Paris, Les Éditions de France, 1942.
- Les Grandes Mystifications du siècle, Paris, Les Éditions de France, 1943.
- Hugothérapie ou Comment l'esprit vient aux mal-pensants, Bourg, Éditions Touristiques et Littéraires, 1954 (nuova edizione Via Romana, 2015).
- Mines de rien ou Les grandes mystifications du demi-siècle (préf. Lucien Rebatet, ill. Ralph Soupault), Paris, Éditions Touristiques et Littéraires, 1955.
- Après le déluge : pamphlets, Paris, La Librairie Française, 1956.
- Les Lois de l'hospitalité, Paris, La Librairie Française, 1957.
- En ce temps-là, Paris, La Librairie Française, 1959.
- Dialogue de vaincus (prison de Clairvaux, janvier-décembre 1950), testo inedito presentato da Robert Belot, (con la collaborazione di Lucien Rebatet), Paris, Berg International, 1999.
- Proust digest, postumo, prefazione di Lucien Rebatet, Paris, Via Romana, 119 p., 2014.
- Intra muros, postumo, Paris, Via Romana, 486 p., 2017.
- Pensées et aphorismes, postumo, introduzione di Jean-Pierre Cousteau, préf. Xavier Éman, Paris, La Nouvelle Librairie, coll. Éternel Retour, 122 p., 2021.
- Portraits et entrevues, postumo, Paris, Via Romana, 410 p., 2023 (ISBN 978-2372711937)
- Jehanne au trou, opera teatrale postuma, Paris, Éditions Livr'Arbitres, 2023.